# 水戸家庭裁判所
水戸家庭裁判所（みとかていさいばんしょ）は、茨城県水戸市にある日本の家庭裁判所の一つで、茨城県を管轄している。略称は、水戸家裁（みとかさい）。日立、土浦、竜ケ崎、麻生、下妻に支部を置いている。
水戸家庭裁判所の本庁・支部は水戸地方裁判所の本庁・支部に併設されている。

## 所在地
- 本庁：茨城県水戸市大町1丁目1-38　北緯36度22分35.9秒 東経140度28分24.2秒 / 北緯36.376639度 東経140.473389度
JR常磐線, 水戸線, 水郡線, 鹿島臨海鉄道大洗鹿島線 水戸駅 北口徒歩約10分
- 日立支部：茨城県日立市幸町2-10-12　北緯36度35分27秒 東経140度39分20秒 / 北緯36.59083度 東経140.65556度
JR常磐線 日立駅 中央口から徒歩約10分
- 土浦支部：茨城県土浦市中央1丁目13-12　北緯36度5分1.5秒 東経140度11分58.3秒 / 北緯36.083750度 東経140.199528度
JR常磐線 土浦駅 西口から徒歩約15分
- 龍ケ崎支部：茨城県龍ケ崎市4918　北緯35度54分13.9秒 東経140度11分34.5秒 / 北緯35.903861度 東経140.192917度
関東鉄道竜ヶ崎線竜ヶ崎駅から徒歩約20分
竜ヶ崎駅からバス（江戸崎行き等）乗車，観音前停留所下車徒歩3分
- 麻生支部：茨城県行方市麻生143　北緯35度59分11秒 東経140度29分4.5秒 / 北緯35.98639度 東経140.484583度
JR鹿島線 潮来駅よりタクシーで20分
- 下妻支部：茨城県下妻市下妻乙99　北緯36度11分16.7秒 東経139度57分36.1秒 / 北緯36.187972度 東経139.960028度
関東鉄道常総線 下妻駅から徒歩約15分

## 管轄
- 本庁
  - 水戸市、ひたちなか市、那珂市、鉾田市、小美玉市、那珂郡東海村、久慈郡大子町、東茨城郡茨城町、大洗町、城里町、笠間市、桜川市、常陸太田市、常陸大宮市
- 日立支部
  - 日立市、高萩市、北茨城市
- 土浦支部
  - 土浦市、つくば市、つくばみらい市、かすみがうら市、稲敷郡阿見町、美浦村、石岡市
- 龍ケ崎支部
  - 龍ケ崎市、牛久市、稲敷市、稲敷郡河内町、取手市、守谷市、北相馬郡利根町
- 麻生支部
  - 鹿嶋市、潮来市、神栖市、行方市
- 下妻支部
  - 下妻市、常総市、結城郡八千代町、結城市、筑西市、古河市、坂東市、猿島郡五霞町、境町

※ただし、日立支部管内の合議事件・少年事件は本庁で、龍ケ崎・麻生の各支部の合議事件・少年事件は土浦支部でそれぞれ取り扱う。

## 歴代所長
- 原田國男（1999年6月 - 2000年1月 水戸地方裁判所所長）
- 田中由子（2001年6月 - 2003年9月 名古屋高等裁判所部総括判事）
- 岩垂正起（2003年9月 - 2005年9月 定年退官）
- 雨宮則夫（2005年9月 - 2007年6月 依願退官）
- 佃浩一（2007年6月 - 2009年5月 依願退官）
- 竹花俊徳（2009年5月 - 2011年1月 静岡家庭裁判所所長）
- 本間榮一（2011年1月 - 2013年3月 定年退官）
- 志田洋（2013年3月 - 2014年11月 定年退官）